# ميشال ديون
ميشال ديون (بالفرنسية: Michel Déon)‏ (مواليد 4 أغسطس 1919 في باريس - 28 ديسمبر 2016 في غالواي)، كان روائي فرنسي. نشر أكثر من 50 عملاً أدبياً خلال مسيرته، وترجمت أعماله للعديد من اللغات. حصل على جائزة أنتيراليي عن عمله سنة 1970  Les Poneys sauvages (المهور البرية)، كما حصل على الجائزة الكبرى للرواية من الأكادمية الفرنسية عن روايته Un taxi mauve سنة 1973.

## روابط خارجية
- ميشال ديون على موقع IMDb (الإنجليزية)
- ميشال ديون على موقع مونزينجر (الألمانية)
- ميشال ديون على موقع قاعدة بيانات الفيلم (الإنجليزية)